# Kim Ja-in
Kim Ja-in (김자인; Ilsan, 11 settembre 1988) è un'arrampicatrice sudcoreana.
Pratica le competizioni di difficoltà e boulder, l'arrampicata in falesia e il bouldering.

## Biografia
Ha cominciato ad arrampicare a dodici anni. Nel 2004, raggiunti i sedici anni, ha esordito nella Coppa del mondo lead di arrampicata e dal 2006 partecipa anche alla Coppa del mondo boulder di arrampicata. Dopo qualche anno di apprendistato, il suo talento esplode nel 2009. Nella stagione 2009 di Coppa del mondo ha ottenuto il secondo posto finale nella lead, il secondo posto al Campionato del mondo di arrampicata 2009 e il terzo posto al Rock Master 2009. L'anno successivo, nel 2010, ha fatto ancora meglio vincendo sia il Rock Master 2010 che la Coppa del mondo di arrampicata 2010 nella lead quest'ultima addirittura con una gara di anticipo, prima in tutte le tappe a parte la prima a Chamonix. Nella stagione 2013, con quattro vittorie, due secondi e un terzo posto su otto gare, vince la sua seconda Coppa del mondo.

## Palmarès

### Coppa del mondo
|         | 2004 | 2005 | 2006 | 2007 | 2008 | 2009 | 2010 | 2011 | 2012 | 2013 | 2014 |
| ------- | ---- | ---- | ---- | ---- | ---- | ---- | ---- | ---- | ---- | ---- | ---- |
| Lead    | 25   | 18   | 28   | 14   | 18   | 2    | 1    | 2    | 2    | 1    | 1    |
| Boulder |      |      | 36   |      | 50   | 5    | 12   | 7    | 10   | 29   |      |

### Campionato del mondo
|         | 2005 | 2007 | 2009 | 2011 | 2012 | 2014 |
| ------- | ---- | ---- | ---- | ---- | ---- | ---- |
| Lead    | 32   | 8    | 2    | 2    | 2    | 1    |
| Boulder | 12   | 45   | 17   | 11   | 5    |      |

## Statistiche

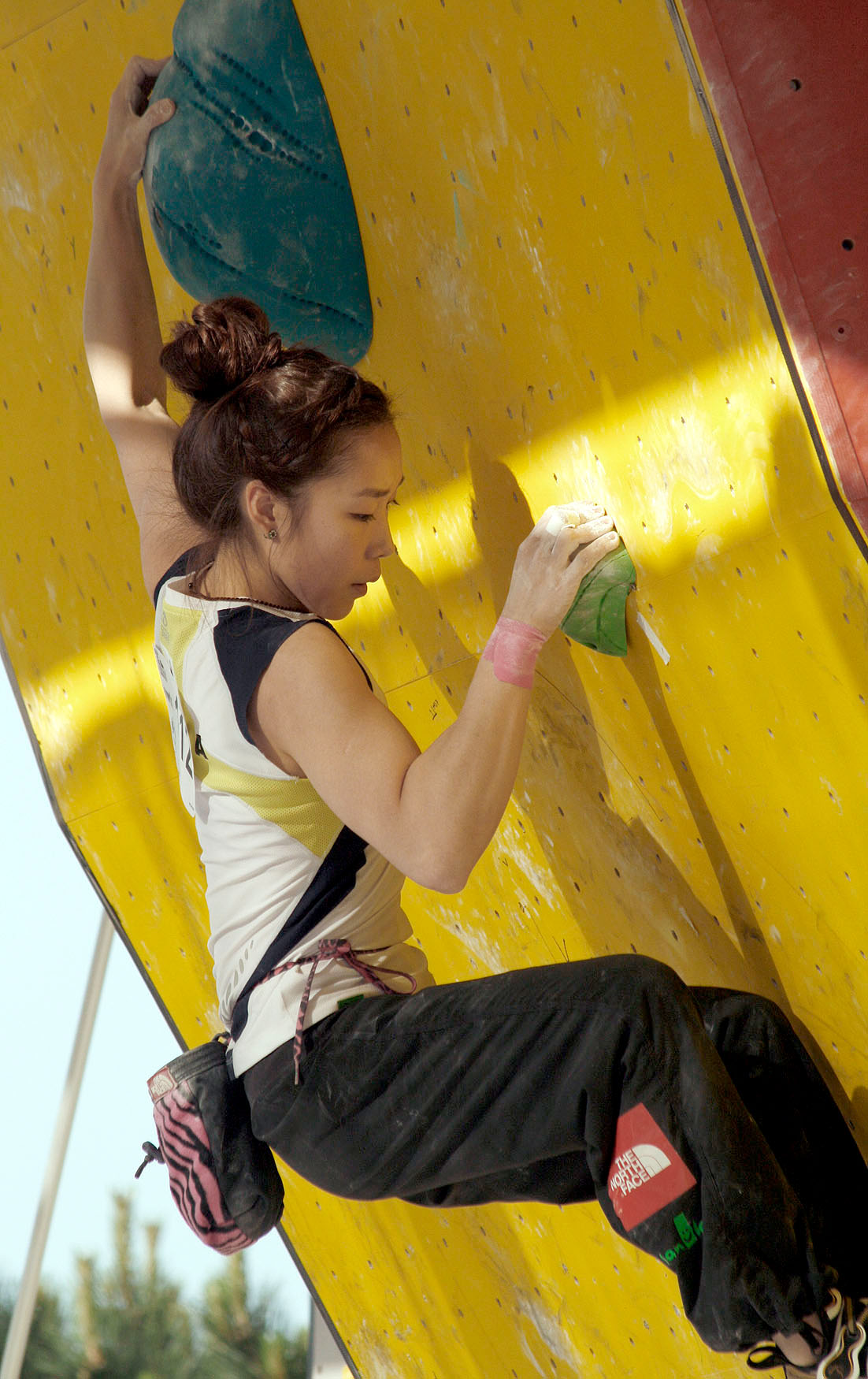
Kim Ja-in a Vienna nella seconda prova della Coppa del mondo boulder 2010

### Podi in Coppa del mondo lead
| Stagione | 1º | 2º | 3º | Podi totali |
| -------- | -- | -- | -- | ----------- |
| 2007     |    |    | 1  | 1           |
| 2009     | 1  | 2  |    | 3           |
| 2010     | 5  |    |    | 5           |
| 2011     | 5  | 1  | 1  | 7           |
| 2012     | 3  | 2  | 1  | 6           |
| 2013     | 4  | 2  | 1  | 7           |
| 2014     | 4  | 2  |    | 6           |
| Totale   | 22 | 9  | 4  | 35          |

### Podi in Coppa del mondo boulder
| Stagione | 1º | 2º | 3º | Podi totali |
| -------- | -- | -- | -- | ----------- |
| 2009     |    | 1  |    | 1           |
| 2010     |    |    | 2  | 2           |
| 2011     | 1  |    | 1  | 2           |
| 2012     |    |    | 1  | 1           |
| Totale   | 1  | 1  | 4  | 6           |